# Pintura lluminosa

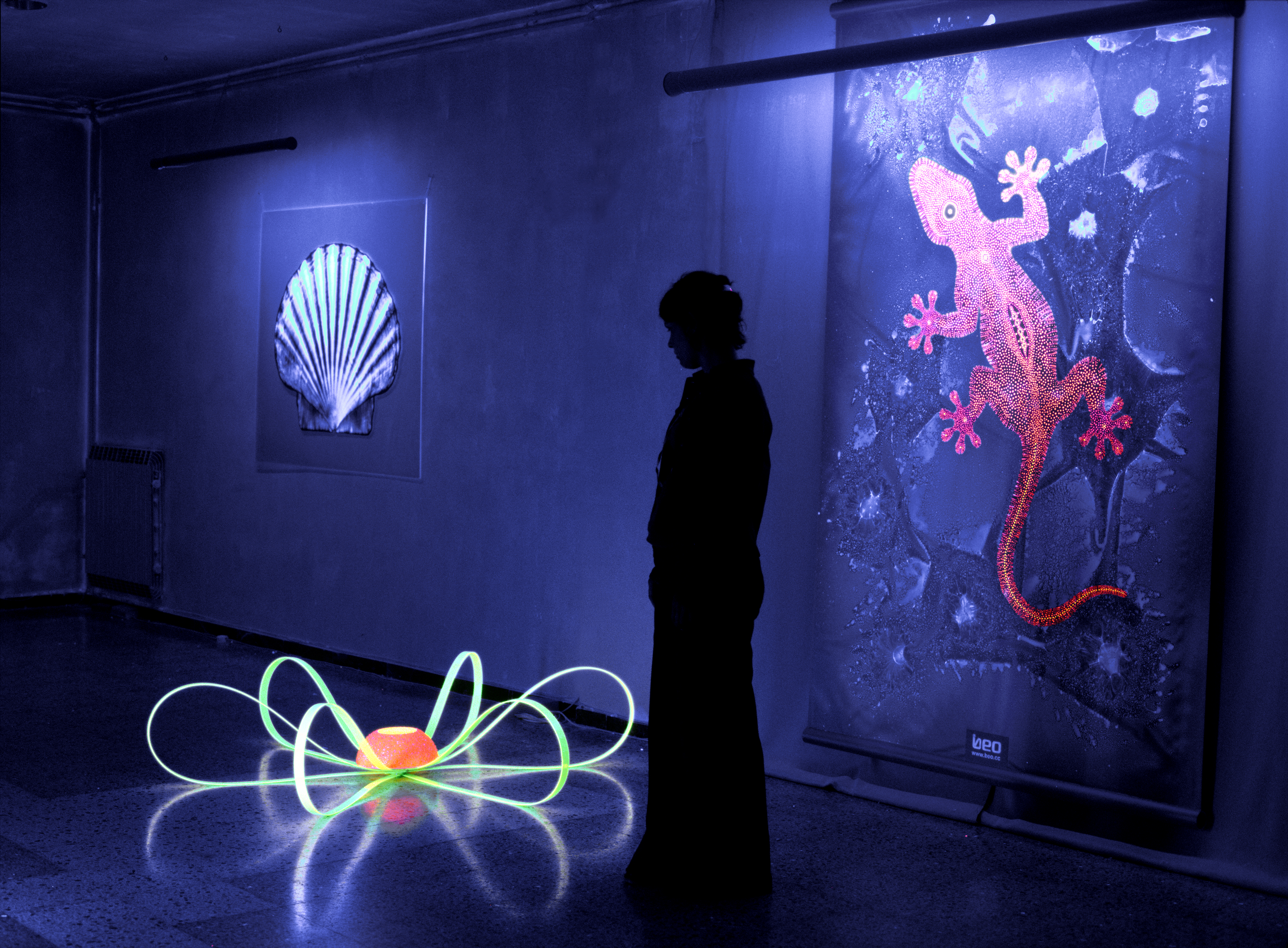
Pintura fluorescent

La pintura lluminosa o pintura luminescent és una pintura que mostra luminescència. En altres paraules desprèn llum a través de fluorescència, fosforescència o radioluminescència.

## Pintura fluorescent
Les pintures fluorescents ofereixen una àmplia gamma de pigments i chroma que també "brillen" quan s'exposa a les freqüències de la ultraviolada de llargues ones. Aquestes freqüències UV es troben a la llum solar i algunes llums artificials, però ells -i les seves aplicacions de pintura brillant- són conegudes popularment com a llum negra i 'efectes de llum negra', respectivament.
En fluorescència, el component llum visible a vegades conegut com a "llum blanca" - tendeix a ser reflectit i percebut normalment, com a color; mentre que el component UV de la llum es modifica, "es va reduir" energèticament a longituds d'ona més llargues, produint freqüències de llum visibles addicionals, que després s'emeten al costat de la llum blanca reflectida. Els ulls humans perceben aquests canvis com el "resplendor" inusual de la "fluorescència".
El tipus fluorescent de luminescència és significativament diferent de la bioluminescència natural de bacteris, insectes i peixos, com el cas de la libèl·lula, etc. La bio luminescència no comporta cap reflex, sinó la generació de llum viva (a través de la química de la luciferina).
Hi ha pintures fluorescents visibles i invisibles. El visible apareix sota la llum blanca per ser de color brillant, que es torna curiosament brillant sota les llums negres. Les pintures fluorescents invisibles semblen transparents o pàl·lides sota la il·luminació diürna, però brillaran sota la llum UV en un rang limitat de colors. Atès que aquests poden semblar "desapareixent", es poden utilitzar per crear una varietat d'efectes intel·ligents.
Ambdós tipus de pintura fluorescent es beneficien quan s'utilitzen en un entorn contrastat amb fons i fronteres nets i negres. Aquest efecte "negre" minimitzarà una altra consciència, de manera que es cultiva la peculiar luminescència de la fluorescència UV. Tots dos tipus de pintures tenen una aplicació extensiva on es volen efectes d'il·luminació artística, especialment en entreteniments i entorns de "caixa negra", com teatres, bars, santuaris, etc. No obstant això, les longituds d'ona UV es dispersen ràpidament a l'espai. L'aire és exactament el mateix a l'interior que a l'exterior.

## Pintura fosforescent
La pintura fosforescent és comunament anomenada pintura "brillant en la foscor" ("glow in the dark"). Està fabricada a partir de fosforats com el sulfur de zinc activat per plata o dopat amb aluminat d'estronci, i generalment fa brillar un color verd pàl·lid a blau verdós. El mecanisme per produir la llum és similar al de la pintura fluorescent, però l'emissió de llum visible persisteix molt després d'haver estat exposada a la llum. Les pintures fosforescents tenen un resplendor sostingut que dura fins a 12 hores després de l'exposició a la llum, que s'esvaeix amb el pas del temps.
Aquest tipus de pintura s'ha utilitzat per marcar camins d'escapament en avions i per a ús decoratiu, com ara "estrelles" aplicades a parets i sostres. És una alternativa a la pintura radioluminescent. El Lightning Bug Glo-Juice de Kenner era un popular producte de pintura no tòxic del 1968, comercialitzat per als nens, juntament amb altres joguines brillants en la foscor. La pintura fosforescent s'utilitza normalment com a pintura corporal, en parets infantils i a l'aire lliure.
Quan s'aplica com a pintura o un revestiment més sofisticat (p. ex., un revestiment de barrera tèrmica), la fosforescència es pot utilitzar per a mesures de detecció de temperatura o degradació conegudes com a termometria de fòsfor.

## Pintura radioluminescent
La pintura radioluminescent és una pintura auto-lluminosa que consisteix en una petita quantitat d'un isòtop radioactiu (radionúclid) barrejat amb un fòsfor radioluminescent. El radioisòtop contínuament es desintegra, emetent partícules de radiació que ataquen les molècules del fòsfor. Els isòtops seleccionats solen ser emissors forts de radiació beta, preferit ja que aquesta radiació no penetrarà en un recinte. Les pintures radioluminescents brillaran sense exposició a la llum fins que l'isòtop radioactiu es desintegri (o el fosforat es degrada), que pot ser durant molts anys.
A causa de les preocupacions de seguretat i una regulació més estricta, els productes de consum, com els rellotges i els rellotges, utilitzen cada vegada més substàncies fosforescents i no radioluminescents. La pintura radioluminescent encara pot preferir-se en aplicacions especialitzades, com ara visió de busseig.

### Radi

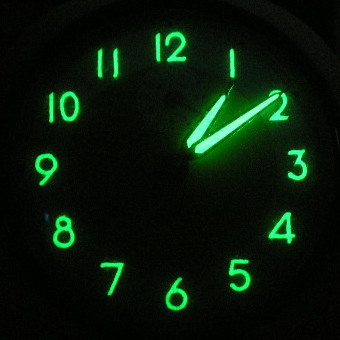
Un rellotge de la dècada de 1950 amb radi

La pintura radioluminescent es va inventar el 1908 i originalment va incorporar radi- 226. La pintura de radi va ser àmpliament utilitzada durant 40 anys a les cares dels rellotges, brúixoles i instruments d'avió, de manera que es podien llegir a la foscor. Radi emet una radiació ionitzant, que emet raigs gamma que poden penetrar en un rellotge de cristall i en un teixit humà. Durant els anys 1920 i 1930, els efectes nocius d'aquesta pintura es van fer cada vegada més clars. Un cas notori va suposar "Radium Girls", un grup de dones que van pintar telèfons mòbils i després van patir efectes perjudicials per a la salut contra la ingestió. El radi va ser prohibit d'aquest ús fa dècades pel dret internacional, però els milers de radials antics encara pertanyents al públic poden ser una perillosa font de contaminació radioactiva.

### Prometi
A la segona meitat del segle xx, el radi es va reemplaçar progressivament, pel prometi 147. El prometi només és un emissor beta relativament baix, que, a diferència dels emissors alfa, no degrada la xarxa de fòsfor i la lluminositat del material no es degrada tan ràpidament. Les pintures basades en prometi són significativament més segures que les del radi; la vida mitjana de 147 Pm, però, només és de 2,62 anys, per tant, no és adequat per a aplicacions de llarga durada.
La pintura basada en prometi es va utilitzar per il·luminar els interruptors elèctrics de l'Apollo Lunar Module i es va pintar en panells de control al Vehicle Lunar Roving.

### Triti

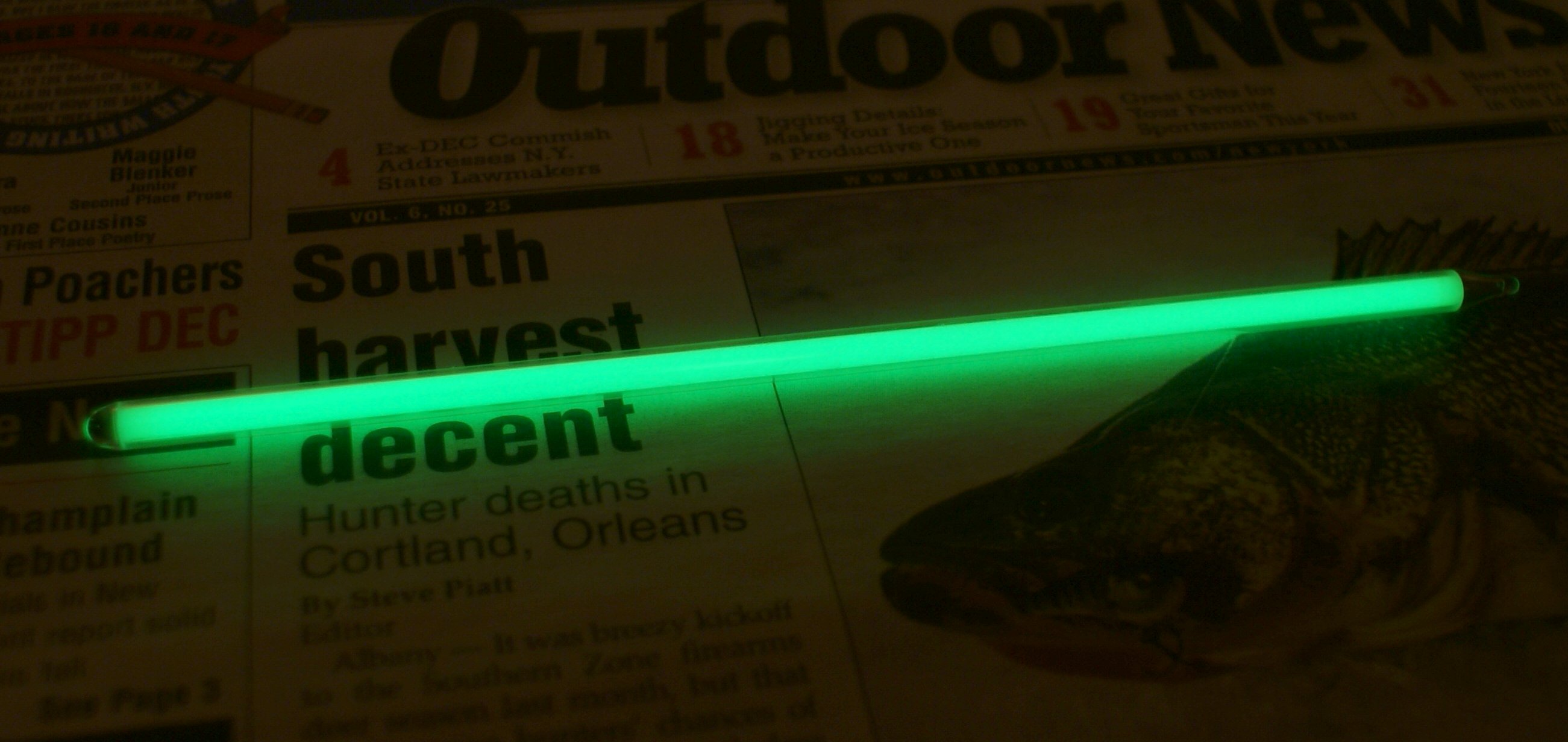
Triti

L'última generació dels materials radioluminescents es basa en triti, un isòtop radioactiu de l'hidrogen amb una vida mitjana de 12,32 anys que emet una radiació beta molt baixa. Els dispositius són similars a un tub fluorescent en construcció, ja que consisteixen en un tub hermèticament tancat (normalment borosilicat), recobert per l'interior amb un fòsfor i ple de triti. Són coneguts sota molts noms, p. Ex. font de llum de triti gasosa (GTLS), betalight.
Les fonts de llum de triti es veuen amb més freqüència com a il·luminació "permanent" per a les mans de rellotges de polsera destinades al busseig, la nit o l'ús tàctic.
Les llums de triti també es troben en alguns telèfons antics, encara que a causa de la seva edat ja no produeixen una quantitat útil de llum.